# 美香保公園

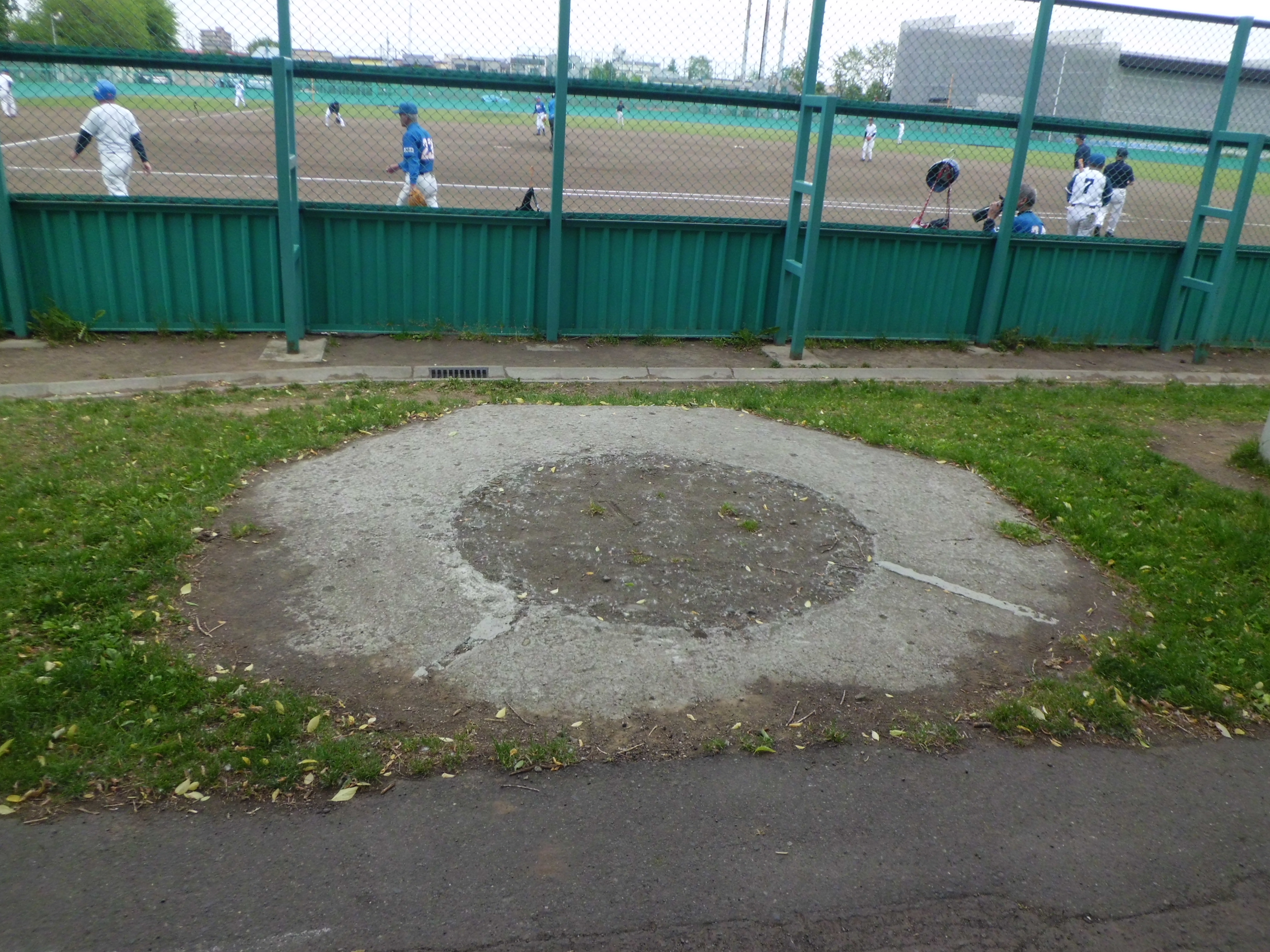
野球場そばの高射砲台座跡

美香保公園（みかほこうえん）は、北海道札幌市東区北20 - 22条 東4 - 5丁目にかけて所在する地区公園。
「美香保」とは特定の行政区域ではなく、この公園一帯を指す名称である。近隣の学校や郵便局、店舗などが「美香保」の名を冠している。
園内の北側には札幌市美香保体育館があるほか、野球場も設置されているため、運動公園としての人気が高い。

## 歴史
1928年（昭和3年）、この一帯の地主であった宮村朔三・柏野忠八・大塚藤四郎が協議して、近隣の発展のために約5000坪の土地を公園として造成することにした。この公園は、彼ら3名の頭文字を取ってミカオ公園と名づけられた。
1935年（昭和10年）、より本格的な公園とするために札幌市へと正式に寄贈された。このとき市はさらに2万坪を買収し、東区でも有数の大きさの公園へと拡張した。なお、「ミカオ」に「美香保」の漢字を当てたため、いつしか呼び名も「ミカホ」へと変わっていった。
太平洋戦争中、日本の敗色が濃くなると、公園内には空襲防衛のための施設がおかれるようになった。一個中隊編成で高射砲4門が設置され、夜戦のために探照灯4基も準備された。双方とも後に6門・6基へと増設されている。
しかし、1943年（昭和18年）末から翌1944年（昭和19年）にかけて、駐在していた照空隊は北千島へ転属し、あわせて高射砲も北方戦域へと移設された。そのため、1945年（昭和20年）7月に札幌が空襲に見まわれた際、美香保公園と付近の民家も機銃掃射を受けたが、応戦することはなかった。残っていたのは丸太を着色した擬装砲だったのである。
野球場のそばにある六角形のコンクリートは当時の高射砲台座の基礎が残ったもので、構造が非常に強固で撤去に費用が掛かるために中央に土を盛りスキー山として再利用したものである。